# E-legitimationsnämnden

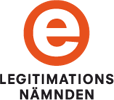
E-legitimationsnämndens logotyp.

E-legitimationsnämnden var ursprungligen en svensk myndighet under Näringsdepartementet som startades 1 januari 2011 för att införa det system för e-legitimation som skulle benämnas Svensk e-legitimation. Sedan den 1 september 2018 är nämnden en del av den nystartade Myndigheten för digital förvaltning.
Ett krav från vissa svenska banker för att vara med i projektet var att Skatteverket förhindrar Sveriges universitetsdatanätverk (SUNET) att få tillgång till Skatteverkets tjänst "Mina meddelanden" för säker myndighets-e-post, som bankerna tolkar som en konkurrerande verksamhet. Därmed tvingas universiteten att återgå till att skicka brev istället för att använda helt elektronisk hantering av studenters ansökningar, från december 2015.